# Шуйская (станция, населённый пункт)
Шу́йская (карел. Šuojun Stansii) — станция как населённый пункт в составе Шуйского сельского поселения Прионежского района Республики Карелия Российской Федерации.
Административно входит в посёлок Шуя.

## Транспорт
Рядом с населённым пунктом проходит трасса Кола, а также автодороги 86К-380 («Кола, км 435 — ст. Шуйская») и 86К-18 («Шуйская — Гирвас»). Осуществляется автобусное сообщение с населёнными пунктами: Петрозаводск, Кончезеро, Лучевой, Кондопога, Спасская Губа. Также в населённом пункте имеется железнодорожная станция Шуйская, по которой проходит ежедневно одна пара электропоездов сообщением Медвежья Гора — Петрозаводск — Медвежья Гора.

## Население
| 2009 |
| ---- |
| 781  |

## Улицы
- ул. 417 км
- ул. 434 км
- пер. Горный пер
- шоссе Кондопожское
- ул. Молодёжная
- ул. Островная
- шоссе Петровское
- шоссе Петрозаводское
- ул. Привокзальная
- ул. Сосновая
- ул. Шуйская